# Бобров Микола Євгенович
Микола Євгенович Бобров (нар. 23 березня 1957, Миколаїв — 16 червня 2019, Миколаїв);— український військовик, генерал-майор, начальник Управління Служби безпеки України в Миколаївській області у 2011—2012 роках, начальник Управління Служби безпеки України в Донецькій області у 2010—2011 роках.

## Життєпис
Народився в 1957 році в Миколаєві. У 1980 році закінчив Миколаївський кораблебудівний інститут, з 1984 року — в органах державної безпеки.
У грудні 2003 року був призначений начальником Миколаївського Управління СБУ. Був звільнений з цієї посади у 2005 указом Ющенко. Обіймав посаду першого заступника начальника ГУСБУ у Криму. У квітні 2010 року був призначений на посаду начальника УСБУ в Донецькій області.
У 2017 р. обраний президентом баскетбольного клубу «Миколаїв»
.

## Робота в Донецькому УСБУ
Саме за протекцією Боброва відбулося переведення Олександра Якименка в 2011 році на посаду начальника Донецького УСБУ. Боброву вдалося зібрати в Донецькому УСБУ найбільш досвідчені кадри в цілях посилення боротьби з організованою злочинністю, корупцією і тероризмом.
Начальником Головного відділу контррозвідки став полковник Житєньов Сергій Вікторович. Заступниками стали Хараберюш Олександр Іванович та Яценко Артем.
Головний відділ по боротьбі з корупцією та організованою злочинністю (ГВ «К») Донецького УСБУ у 2010 р. очолив полковник Довженко Олександр Іванович.